# Quận Jefferson, Washington
Quận Jefferson là một quận thuộc tiểu bang Washington, Hoa Kỳ.
Quận này được đặt tên theo. Theo điều tra dân số của Cục điều tra dân số Hoa Kỳ năm 2010, quận có dân số 29.872 người. Quận lỵ và thành phố duy nhất hợp nhất là Port Townsend. Quận được đặt tên theo Thomas Jefferson.
Quận Jefferson được thành lập ra khỏi quận Thurston vào ngày 22 tháng 12 năm 1852, bởi cơ quan lập pháp của Lãnh thổ Oregon, và bao gồm khu vực phía Bắc 4854 dặm vuông (12,571.8 km2) phần của bán đảo Olympic. Vào ngày 26 tháng tư năm 1854, cơ quan lập pháp của Lãnh thổ Washington tạo Clallam County từ tây bắc 2.670 dặm vuông (6,915.3 km2) phần diện tích ban đầu này.
Cầu kênh Hood kết nối quận Jefferson với Quận Kitsap. Tuyến Coupeville-Port Townsend nối liền quận với Đảo Whidbey ở Quận Island, Washington.

## Địa lý
Theo Cục điều tra dân số Hoa Kỳ, quận có diện tích km2, trong đó có km2 là diện tích mặt nước.